# Estação Villejuif - Léo Lagrange
Villejuif - Léo Lagrange é uma estação da linha 7 do Metrô de Paris, localizada na comuna de Villejuif.

## História
A estação foi aberta em 28 de fevereiro de 1985. Ela presta homenagem ao advogado socialista Léo Lagrange (1900-1940).
Em 2011, 2 392 154 passageiros entraram nesta estação. Em 2012, foram 2 491 715 passageiros. Ela viu entrar 2 558 494 passageiros em 2013, o que a coloca na 214ª posição das estações de metrô por sua frequência em 302.

## Serviços aos passageiros

### Acessos
A estação tem uma escada rolante a montante, a partir da plataforma em direção a Villejuif - Louis Aragon, diretamente ao nível da via pública, avenue de Paris. Tem quatro saídas, que estão nos dois lados da avenida.

### Plataformas

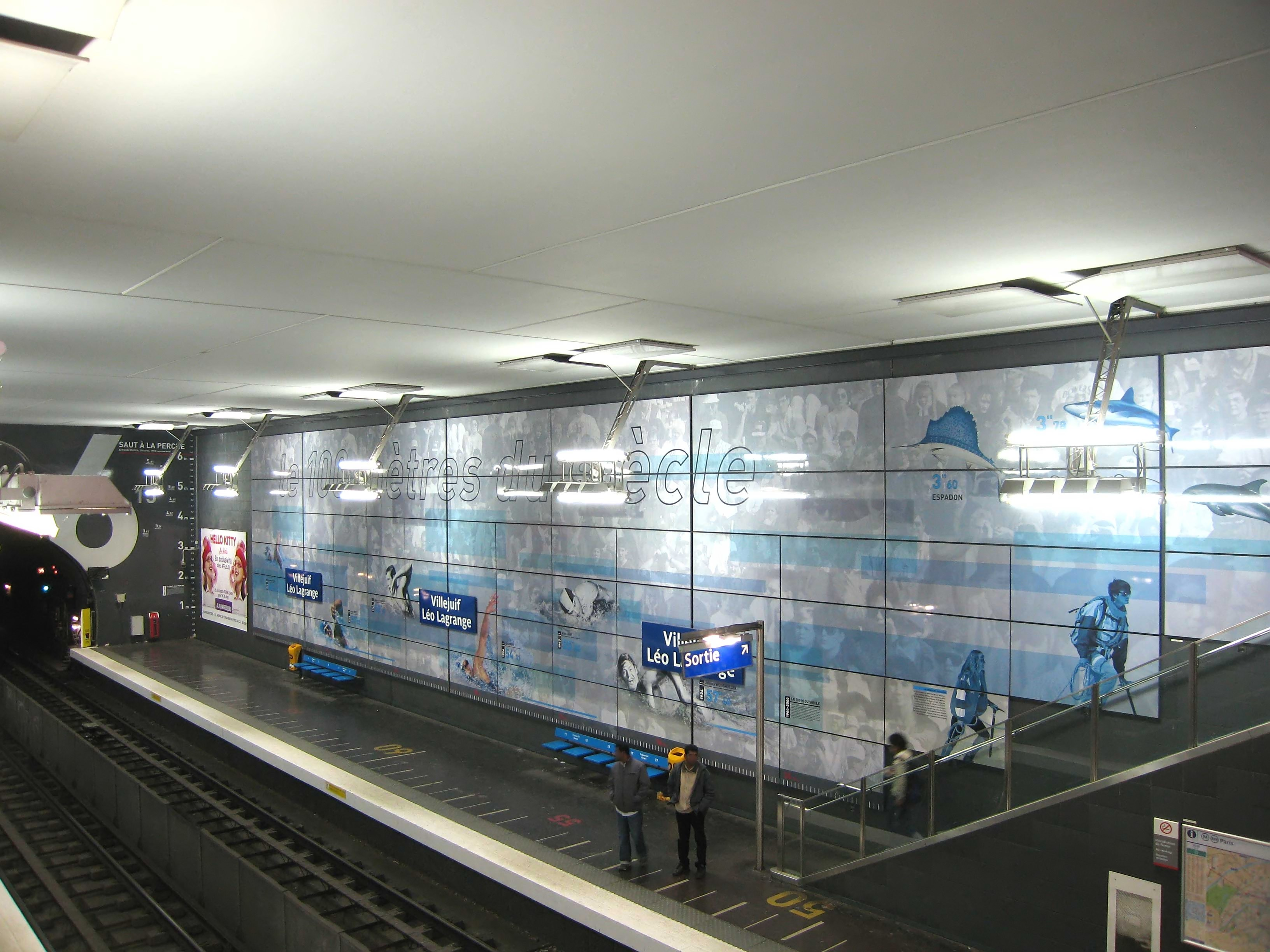
Visão geral do interior da estação

Desde o centenário do metrô, as plataformas são decoradas com motivos do esporte. Nos pés-direitos, pode se observar fotos, ler façanhas, anedotas ou recordes dos maiores atletas da história do esporte. Os registros apresentados datam da década de 1990: de fato, Serguei Bubka é na época o recordista de salto com vara, Javier Sotomayor é recordista do salto em altura, Maurice Greene é o recordista dos 100 metros rasos e Alexander Popov é recordista dos 100 metros nado livre.
Ela faz parte das estações de metrô renovadas em 2000 para celebrar o centenário do metrô.

### Intermodalidade
A estação é servida pela linha 185, pelo serviço urbano v7 e, à noite, pelas linhas N15 e N22 da rede Noctilien.